# Runowo (gromada w powiecie łobeskim)
Runowo – dawna gromada, czyli najmniejsza jednostka podziału terytorialnego Polskiej Rzeczypospolitej Ludowej w latach 1954–1972.
Gromady, z gromadzkimi radami narodowymi (GRN) jako organami władzy najniższego stopnia na wsi, funkcjonowały od reformy reorganizującej administrację wiejską przeprowadzonej jesienią 1954 do momentu ich zniesienia z dniem 1 stycznia 1973, tym samym wypierając organizację gminną w latach 1954–1972.
Gromadę Runowo z siedzibą GRN w Runowie utworzono – jako jedną z 8759 gromad na obszarze Polski – w powiecie łobeskim w woj. szczecińskim na mocy uchwały nr V/46/54 WRN w Szczecinie z dnia 5 października 1954. W skład jednostki weszły obszary dotychczasowych gromad Gardno, Kąkolewice i Lesięcin ze zniesionej gminy Przytoń oraz obszary dotychczasowych gromad Kraśnik Łobeski, Połchowo i Runowo ze zniesionej gminy Winniki w tymże powiecie. Dla gromady ustalono 17 członków gromadzkiej rady narodowej.
1 stycznia 1969 do gromady Runowo włączono miejscowości Chwarstno i Trzebawie ze znoszonej gromady Winniki w tymże powiecie.
Gromadę zniesiono 1 stycznia 1972, a jej obszar włączono do gromady Węgorzyno w tymże powiecie.